# Coleophora telavivella
Coleophora telavivella é uma espécie de mariposa do gênero Coleophora pertencente à família Coleophoridae.